# Спартак (футбольный клуб, Алагир)
«Спарта́к» — российский футбольный клуб из Алагира. Наибольшую часть своей истории выступал на республиканском уровне.

## История
В 1990-е годы выступал в Первенстве КФК (1992, 1993, 1999) и Третьей лиге ПФЛ (1994, 1995). Алагирский «Спартак» — победитель зоны «Юг» КФК в 1993 году, второй призёр зоны «Кавказ» КФК в 1992 году; чемпион Северной Осетии 1990, 1996, серебряный призёр — 1973, 1979, бронзовый призёр — 1962, 1974, 1980, 1997; обладатель кубка республики 1958, 1978, финалист кубка республики 1964, 1996.
В 2008 и 2009 годах вновь участвовал в республиканских первенствах.
В 2022 году занял 10-е место в чемпионате РСО-Алания.